# Élections législatives de 1967 en Guadeloupe
Les élections législatives françaises de 1967 se déroulent les 5 et 12 mars. Dans le département de la Guadeloupe, trois députés sont à élire dans le cadre de trois circonscriptions.

## Élus
| Circonscription | Député sortant     | Parti | Parti   | Député élu ou réélu | Parti | Parti                     |
| --------------- | ------------------ | ----- | ------- | ------------------- | ----- | ------------------------- |
| 1re             | Médard Albrand     |       | UNR-UDT | Paul Valentino      |       | Divers gauche             |
| 2e              | Pierre Monnerville |       | SFIO    | Paul Lacavé         |       | PCG                       |
| 3e              | Gaston Feuillard   |       | CNIP    | Albertine Baclet    |       | Divers droite (Gaulliste) |

## Résultats

### Résultats à l'échelle du département
| Parti          | Parti                             | Premier tour | Premier tour | Second tour | Second tour | Sièges |
| Parti          | Parti                             | Voix         | %            | Voix        | %           | Sièges |
| -------------- | --------------------------------- | ------------ | ------------ | ----------- | ----------- | ------ |
|                | Divers droite                     | 5 005        | 8,85         | 13 633      | 18,47       | 1      |
|                | Républicains indépendants         | 4 179        | 7,39         |             |             | 0      |
|                | Union des républicains de progrès | 9 184        | 16,23        | 13 633      | 18,47       | 1      |
|                |                                   |              |              |             |             |        |
|                | Parti communiste français         | 21 387       | 37,80        | 34 484      | 46,72       | 1      |
|                | Divers gauche                     | 19 213       | 33,95        | 25 687      | 34,80       | 1      |
|                | Divers                            | 6 801        | 12,02        |             |             | 0      |
|                |                                   |              |              |             |             |        |
| Inscrits       | Inscrits                          | 127 578      | 100,00       | 127 561     | 100,00      | 3      |
| Abstentions    | Abstentions                       | 68 116       | 53,39        | 51 565      | 40,42       |        |
| Votants        | Votants                           | 59 462       | 46,61        | 75 996      | 59,58       |        |
| Blancs et nuls | Blancs et nuls                    | 2 877        | 4,84         | 2 192       | 2,88        |        |
| Exprimés       | Exprimés                          | 56 585       | 95,16        | 73 804      | 97,12       |        |

### Résultats par circonscription

#### Première circonscription (Pointe-à-Pitre)
| Candidat | Candidat           | Parti          | Premier tour | Premier tour | Second tour | Second tour |  |
| Candidat | Candidat           | Parti          | Voix         | %            | Voix        | %           |  |
| --- | ------------------ | -------------- | ------------ | ------------ | ----------- | ----------- |  |
| | Hégésippe Ibéné    | PCG            | 5 743        | 31,70        | 11 248      | 48,00       |  |
| | Paul Valentino élu | Divers gauche  | 5 196        | 28,68        | 12 184      | 52,00       |  |
| | Yves Leborgne      | Divers gauche  | 3 197        | 17,65        |             |             |  |
| | Hector Dessout     | Divers         | 1 757        | 9,70         |             |             |  |
| | Georges Touchaud   | Divers         | 961          | 5,31         |             |             |  |
| | Georges Nicolo     | Divers         | 804          | 4,44         |             |             |  |
| | Charles Corbin     | Divers         | 456          | 2,52         |             |             |  |
| |                    |                |              |              |             |             |  |
| Inscrits | Inscrits           | Inscrits       | 45 931       | 100,00       | 45 930      | 100,00      |  |
| Abstentions | Abstentions        | Abstentions    | 26 926       | 58,62        | 21 531      | 46,88       |  |
| Votants | Votants            | Votants        | 19 005       | 41,38        | 24 399      | 53,12       |  |
| Blancs et nuls | Blancs et nuls     | Blancs et nuls | 891          | 4,69         | 967         | 3,96        |  |
| Exprimés | Exprimés           | Exprimés       | 18 114       | 95,31        | 23 432      | 96,04       |  |
| Source : France, Ministère de l'intérieur. Les Elections législatives . Métropole., la Documentation française, 1967 (lire en ligne) |                    |                |              |              |             |             |  |

#### Deuxième circonscription (Les Abymes)
| Candidat | Candidat        | Parti          | Premier tour | Premier tour | Second tour | Second tour |  |
| Candidat | Candidat        | Parti          | Voix         | %            | Voix        | %           |  |
| --- | --------------- | -------------- | ------------ | ------------ | ----------- | ----------- |  |
| | Paul Lacavé élu | PCG            | 8 054        | 42,33        | 10 932      | 44,74       |  |
| | Gabriel Lisette | Divers gauche  | 6 665        | 35,03        | 9 399       | 38,47       |  |
| | Frédéric Jalton | Divers gauche  | 4 155        | 21,84        | 4 104       | 16,80       |  |
| | Louis Tigrane   | Divers         | 151          | 0,79         |             |             |  |
| |                 |                |              |              |             |             |  |
| Inscrits | Inscrits        | Inscrits       | 36 789       | 100,00       | 36 786      | 100,00      |  |
| Abstentions | Abstentions     | Abstentions    | 17 151       | 46,62        | 11 892      | 32,33       |  |
| Votants | Votants         | Votants        | 19 638       | 53,38        | 24 894      | 67,67       |  |
| Blancs et nuls | Blancs et nuls  | Blancs et nuls | 613          | 3,12         | 459         | 1,84        |  |
| Exprimés | Exprimés        | Exprimés       | 19 025       | 96,88        | 24 435      | 98,16       |  |
| Source : France, Ministère de l'intérieur. Les Elections législatives . Métropole., la Documentation française, 1967 (lire en ligne) |                 |                |              |              |             |             |  |

#### Troisième circonscription (Basse-Terre - Marie-Galante)
| Candidat | Candidat                 | Parti                     | Premier tour | Premier tour | Second tour | Second tour |  |
| Candidat | Candidat                 | Parti                     | Voix         | %            | Voix        | %           |  |
| --- | ------------------------ | ------------------------- | ------------ | ------------ | ----------- | ----------- |  |
| | Gerty Archimède          | PCG                       | 7 590        | 39,03        | 12 304      | 47,44       |  |
| | Albertine Baclet élue    | Divers droite (Gaulliste) | 5 005        | 25,74        | 13 633      | 52,56       |  |
| | Gaston Feuillard sortant | RI                        | 4 179        | 21,49        |             |             |  |
| | Marcel Etzol             | Divers                    | 1 991        | 10,24        |             |             |  |
| | Octave Chanlot           | Divers                    | 681          | 3,50         |             |             |  |
| |                          |                           |              |              |             |             |  |
| Inscrits | Inscrits                 | Inscrits                  | 44 858       | 100,00       | 44 845      | 100,00      |  |
| Abstentions | Abstentions              | Abstentions               | 24 039       | 53,59        | 18 142      | 40,45       |  |
| Votants | Votants                  | Votants                   | 20 819       | 46,41        | 26 703      | 59,55       |  |
| Blancs et nuls | Blancs et nuls           | Blancs et nuls            | 1 373        | 6,59         | 766         | 2,87        |  |
| Exprimés | Exprimés                 | Exprimés                  | 19 446       | 93,41        | 25 937      | 97,13       |  |
| Source : France, Ministère de l'intérieur. Les Elections législatives . Métropole., la Documentation française, 1967 (lire en ligne) |                          |                           |              |              |             |             |  |